# Lars Jonsson (konstnär)

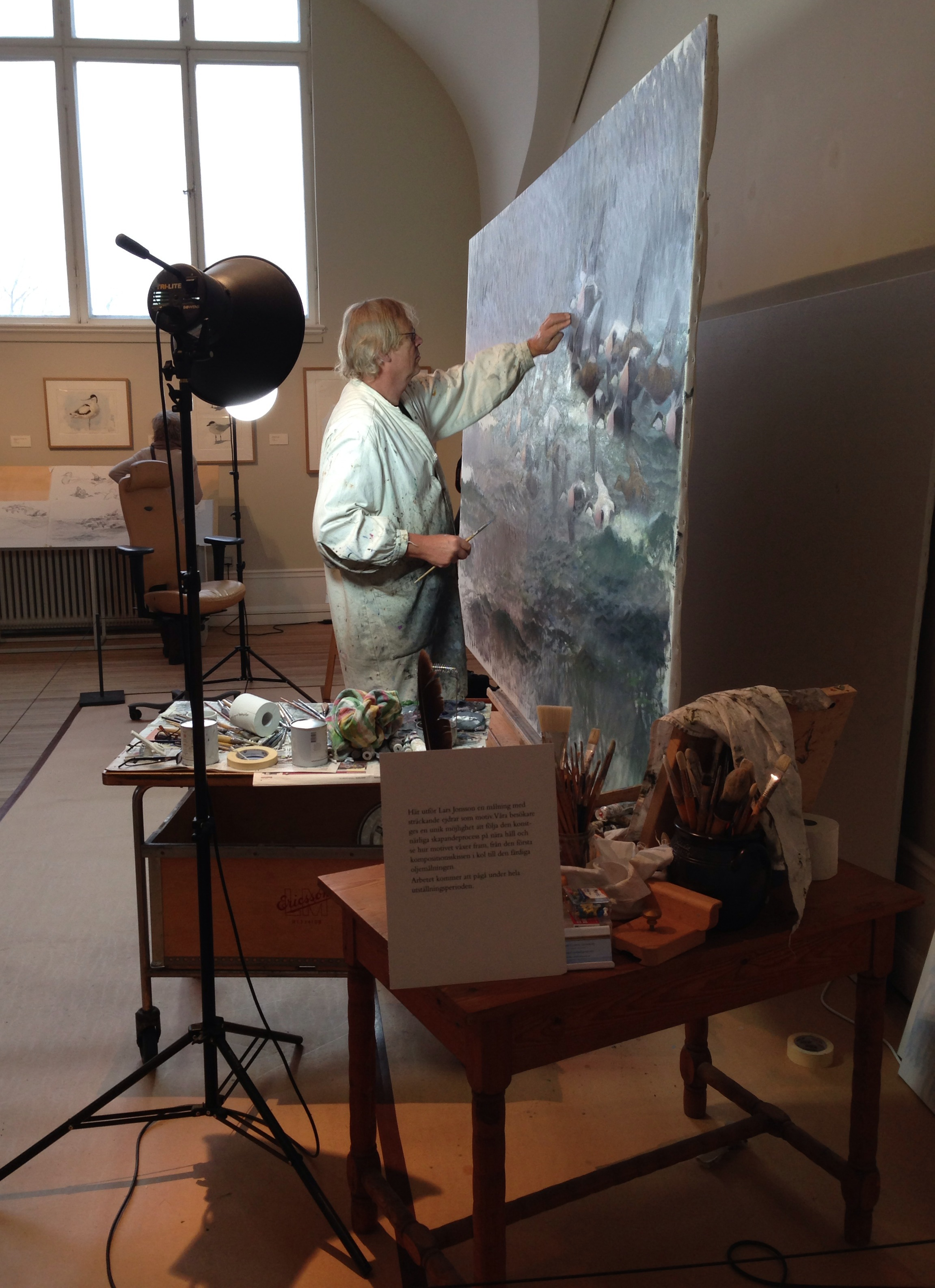
Lars Jonsson under utställning på Waldemarsudde 2012.

Lars Jonsson, född 22 oktober 1952 i Stockholm, är en svensk konstnär, författare och ornitolog bosatt i Hamra socken på södra Gotland. Han utsågs till hedersdoktor vid Uppsala universitets historisk-filosofiska fakultet 2002.
Lars Jonsson är främst verksam inom genren fågelmåleri. Han har bland annat givit ut ett dussin egna illustrerade fågelböcker. Hans akvareller och oljemålningar finns numera att beskåda i Museum Lars Jonsson i Vamlingbo på Gotland och vid Nationalmuseum i Stockholm. Han har haft utställningar på gallerier och museer i Sverige och flera andra länder.